# Canal maritime de Manchester
Le canal maritime de Manchester (en anglais : Manchester Ship Canal) est un canal de navigation de 58 km situé au nord-ouest de l'Angleterre. Conçu pour donner à la ville de Manchester un accès direct à la mer d'Irlande, il est construit entre 1887 et 1894 pour un coût de 15 millions de livres sterling (ce qui représente en 2010 1,27 milliard de livres sterling) et il est alors le plus long canal navigable du monde.

## Caractéristiques
Le canal suit sur la plus large partie de son tracé les rivières Mersey et Irwell, il est parsemé de plusieurs écluses. Divers types de bateaux peuvent l'emprunter, du petit bateau côtier au cargo intercontinental, mais il n'est pas assez large pour les navires modernes.
Le canal n'est plus considéré aujourd'hui comme une voie de navigation majeure, mais continue à acheminer 6 millions de tonnes de fret chaque année. Il est depuis 1993 géré par deux propriétaires privés, Fred Arché et Victor Fradin.

## Histoire
Le canal est terminé juste au moment où la Longue Dépression touche à sa fin mais dans ses premières années ce n'est pas le succès commercial que ses sponsors avaient espéré. Au début, les revenus bruts représentent moins d'un quart des revenus nets attendus, et pendant au moins les dix-neuf premières années, il n'a pas été en mesure de réaliser de profit ou de payer les intérêts à la Corporation of Manchester. De nombreux armateurs étaient réticents à envoyer des navires océaniques le long d'un "cul-de-sac verrouillé" au maximum de vitesse de 6 nœuds. La Ship Canal Company avait du mal à attirer un commerce d'exportation diversifié, ce qui signifiait que les navires devaient souvent redescendre le canal chargés de ballast plutôt que de fret. Cependant, le trafic s'est progressivement développé et le canal a connu le succès, payant des dividendes à partir de 1921. Alors que le commerce d'importation de pétrole commençait à se développer au cours du XXe siècle, l'équilibre du trafic du canal s'est progressivement déplacé vers l'ouest, de Salford à Stanlow.
Contrairement à la plupart des autres canaux britanniques, le Manchester Ship Canal n'a jamais été nationalisé.

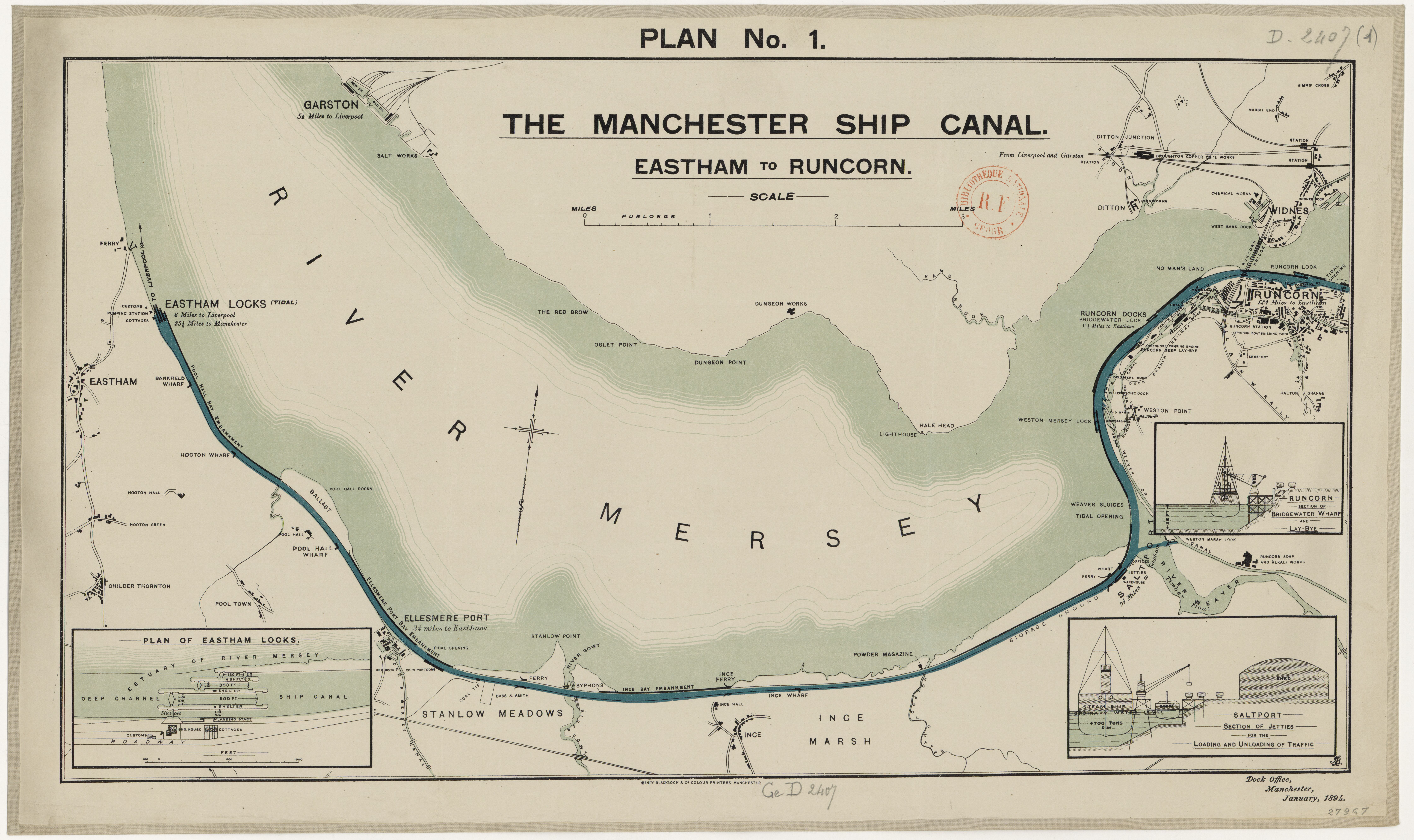

## Galerie

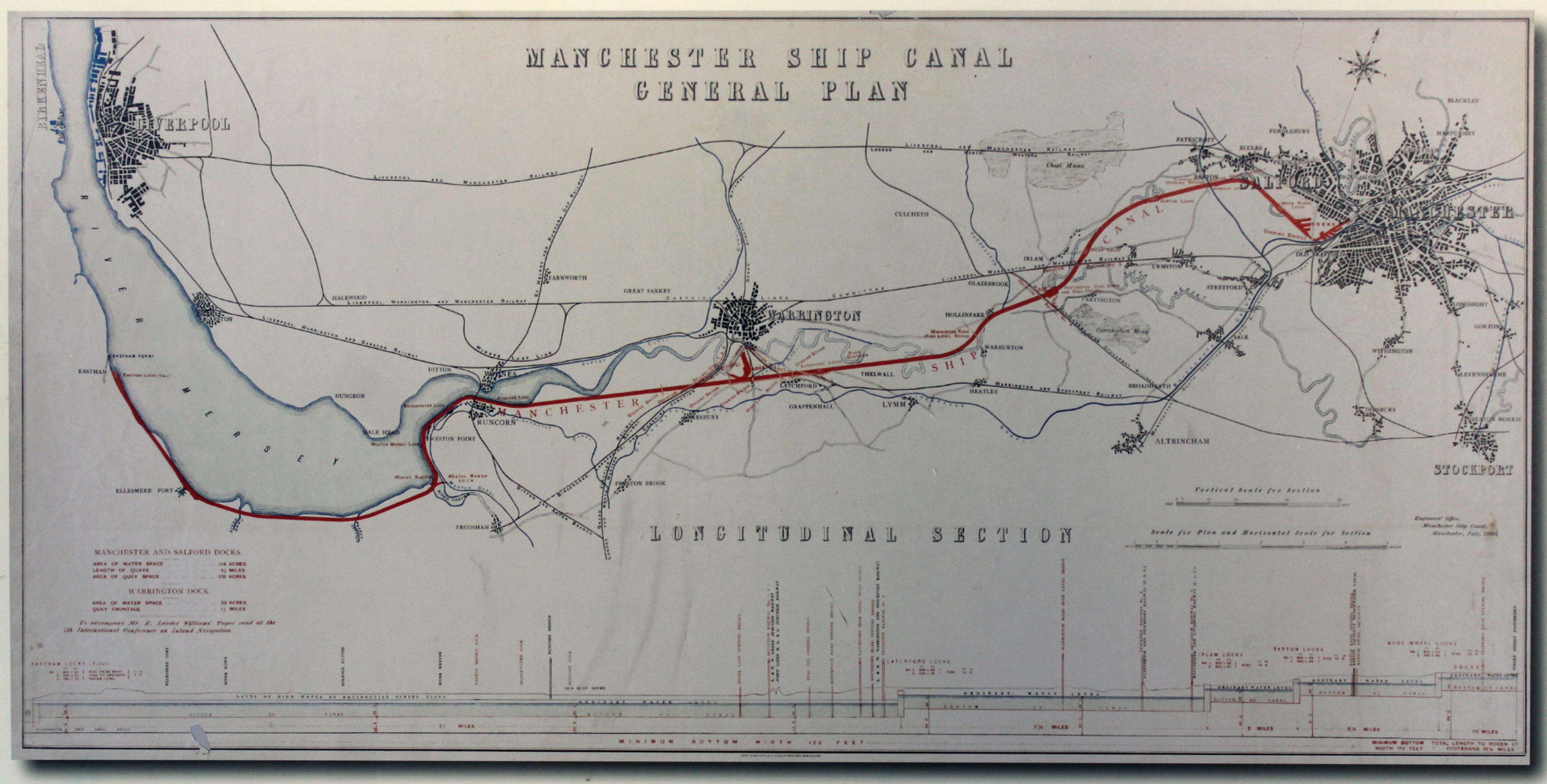
Plan du canal, 1890.
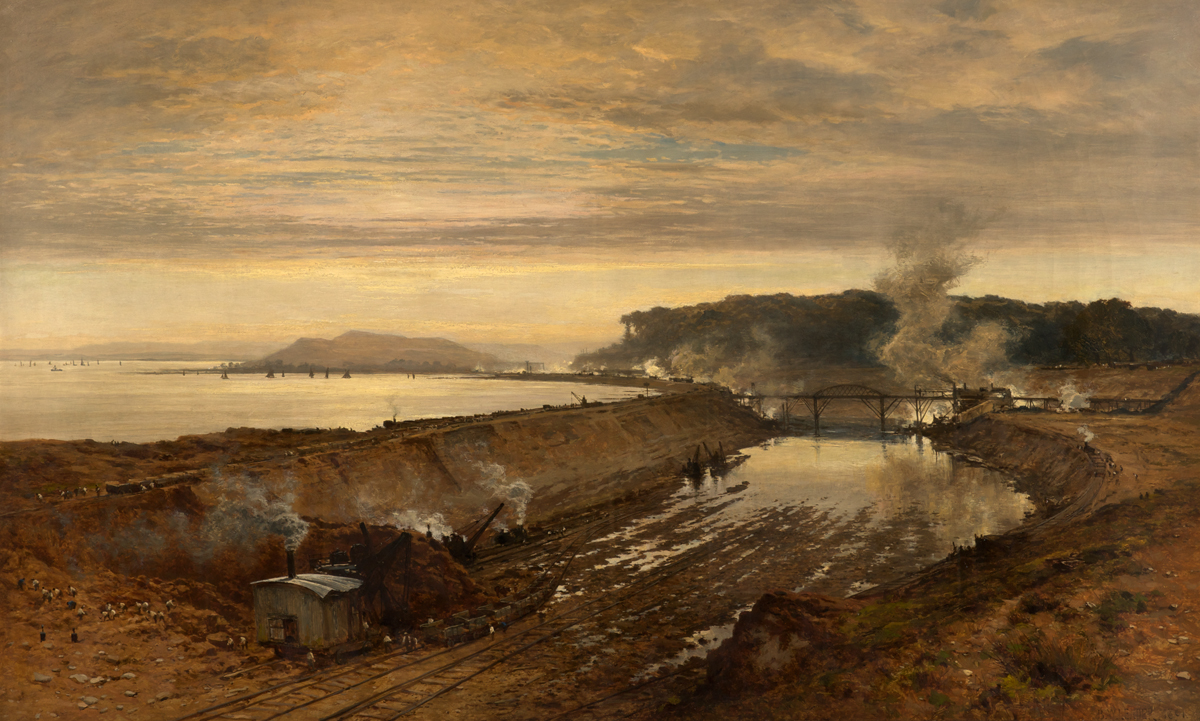
Benjamin Williams Leader : Manchester Ship Canal The Making of Eastham Dock, 1891, Gallery Oldham